# Hamo de Chigwell
Hamo (de) Chigwell, de son vrai nom Hamond Dene, né à une date inconnue au XIIIe siècle et mort en 1332 ou 1333, est un homme politique anglais devenu Lord-maire de Londres à six reprises entre 1319 et 1328.

## Biographie

### Origines et premières années
Hamo de Chigwell est le fils de Thomas et de Cecilia Dene. Il devient poissonnier à Londres, où son confrère Richard de Chigwell, qui s'est enrichi grâce à ce commerce, lui transmet par héritage une partie de ses possessions pour qu'il puisse en user pour ses profits personnels. Hamo prend alors le nom de son bienfaiteur. Comme d'autres poissonniers de Great Yarmouth, il possède probablement des navires de pêche et des installations où le hareng est salé. Le 21 septembre 1314, il est élu shérif de Great Yarmouth. Il réalise également des échanges en vin, en céréales, en huile et en épices. Hamo vit avec son épouse Maud comme un marchand de poissons et de céréales respecté dans la paroisse de St Mary Mounthaw à Queenhithe, où il officie en tant qu'échevin entre 1315 et 1329.
Le roi d'Angleterre Édouard II accorde une nouvelle charte à la Cité de Londres en 1319. Néanmoins, le roi essaie au cours des années suivantes de prendre le contrôle politique de la capitale et est soutenu en ce sens par son favori Hugues le Despenser, qui y est alors hautement impopulaire. Londres, alors la ville la plus grande et économiquement la plus importante du royaume, détient également une influence politique considérable et sa loyauté à la couronne est ardemment courtisée par Édouard II, dont l'autorité est déjà mise à mal dans le Nord de l'Angleterre. Les citoyens de Londres, en revanche, tentent d'exploiter les difficultés politiques du roi face à ses vassaux et aux raids écossais dans le Nord pour obtenir de nouveaux privilèges et droits pour la capitale. 

### Début de mandat à la mairie de Londres
Du fait de son statut de marchand et échevin distingué, Hamo de Chigwell est élu le 28 octobre 1319 pour la première fois Lord-maire de Londres. Il s'avère être un homme politique et diplomate compétent, qui réussit durablement à conserver le soutien de la population et à obtenir la faveur du roi. Son mandat de maire expire un an après sa nomination, mais son successeur Nicholas de Farndone se voit exposé à une attaque du roi sur les privilèges de la ville. Au début de janvier 1321, le roi envoie à Londres des juges royaux qui, du 13 janvier au 20 mai, reçoivent des plaintes des citoyens, mais vérifient également la légitimité des privilèges et des droits de la ville. Le 23 février, Farndone est destitué de son poste de maire et un responsable royal prend en charge la direction de l'administration londonienne. Chigwell se défend quant à lui avec succès, tout comme ses confrères poissonniers, de l'accusation de conspiration contre le roi. 
En conséquence, le roi essaie d'impliquer l'influent Chigwell dans sa politique. Après avoir manipulé l'élection municipale en sa faveur, Édouard II désigne Chigwell à nouveau maire le 26 mai 1321. À la suite de la suppression de l'insurrection avortée de Thomas de Lancastre, 2e comte de Lancastre, en mars 1322, le roi nomme Chigwell membre de la commission qui est chargée de condamner les rebelles. Le 14 juillet 1322, Hamo figure au sein du tribunal qui condamne les barons Roger Mortimer de Wigmore et Roger Mortimer de Chirk à mort. Les deux Mortimer sont cependant graciés dès le 22 juillet et incarcérés à la Tour de Londres, d'où Mortimer de Wigmore s'évade le 1er août 1323, avec la complicité de deux adversaires d'Hamo de Chigwell. Le 4 avril 1323, Chigwell est destitué de son poste de maire et demeure presque comme otage à la cour du roi avec trois autres marchands londoniens. Il est libéré et restauré dans ses fonctions le 6 décembre 1323.

### Mesures prises pendant son mandat
Grâce à sa personnalité et à ses talents de diplomate mais aussi à son opportunisme, Chigwell demeure soutenu par un groupe de négociants de premier plan et parvient pendant une longue période à satisfaire les intérêts contradictoires des citoyens et du roi, ce qui facilite sa reconduction sans interruption à la mairie de Londres entre 1323 et 1326. Il recueille initialement l'appui d'une grande partie de la population de la ville de Londres. Les Londoniens conviennent que les privilèges de la ville doivent être rétablis et qu'ils doivent eux-mêmes à nouveau avoir le droit de se voir accorder la citoyenneté. Mais les riches marchands ont quant à eux avant tout des intérêts économiques. De plus, les tentatives émises par Hamo de Chigwell pour réclamer au roi au nom de la ville le droit de choisir librement son maire échouent toutes, Édouard II cherchant depuis la rébellion de Lancastre en 1322 à éliminer toute velléité d'indépendance politique au sein du royaume.
En 1322, le roi déclare valide la Carta mercatoria, qui avait été abrogée depuis 1311, afin que les marchands étrangers soient à nouveau sous la protection du roi. Cette décision redonne de la concurrence aux marchands londoniens, qui avaient opéré plus directement dans le commerce extérieur les années précédentes. La famille italienne Bardi, auprès de laquelle le roi est fortement endetté, bénéficie de privilèges fiscaux et tente d'obtenir le monopole dans l'exportation de la laine. Par la suite, la laine anglaise ne peut être exportée que par les Bardi vers la Flandre, alors que de nombreux marchands londoniens souhaitent en exporter eux-mêmes. Mais au sein de la population, d'autres intérêts émergent. Chigwell voit se dresser contre lui de nombreux opposants qui l'accusent en partie de fraude au détriment des citoyens. Il conserve toutefois la faveur d'Édouard II, bien que le conseil municipal sous sa direction ait rejeté les demandes du roi en matière fiscale et militaire.

### Chute d'Édouard II et perte du pouvoir
En raison de sa politique intransigeante vis-à-vis de la ville de Londres, le gouvernement d'Édouard II et de son favori Despenser devient de plus en plus impopulaire au sein de la capitale. Bien que Despenser ait tenté en mai 1326 d'accueillir à Londres les marchands de laine pour s'attirer les faveurs de la population, celle-ci rallie avec allégresse en septembre 1326 la cause de Roger Mortimer de Wigmore qui, avec le soutien de la reine Isabelle de France, débarque avec une armée en Angleterre afin de renverser le régime despotique d'Édouard. De violentes émeutes éclatent à Londres au mois d'octobre, qui incitent le roi et Despenser à quitter en précipitation la ville. Une foule mécontente traîne Chigwell à Guildhall où, sous la pression unanime, il est contraint de blâmer le Lord trésorier Walter de Stapledon et d'autres dignitaires pour leur influence désastreuse sur la politique royale. La populace furieuse assassine peu après Stapledon. 
Face au risque de la poursuite de l'anarchie, le conseil municipal soutient désormais les rebelles ainsi que l'héritier du trône Édouard, proclamé gardien du royaume en l'absence de son père. Mortimer et Isabelle deviennent les dirigeants effectifs du royaume à la suite de la déchéance d'Édouard II en janvier 1327. En remerciement à la ville de Londres qui s'est farouchement prononcée pour la déposition du roi, ils confirment rapidement les anciens privilèges de la capitale et lui accordent à nouveau le droit d'élire un maire de son plein gré. Chigwell a été remplacé au poste de maire dès le mois de novembre 1326, mais il conserve une telle influence qu'il est à nouveau réélu le 28 octobre 1327. En octobre 1328, il souhaite se présenter une énième fois aux élections, mais il y a alors une si vive résistance à sa candidature de la part d'Isabelle et de Mortimer qu'un candidat de compromis est finalement choisi à sa place par les notables londoniens. 

### Soutien à la rébellion de Lancastre et dernières années
En représailles, Hamo de Chigwell soutient désormais ouvertement la cause d'Henri de Lancastre, 3e comte de Lancastre, qui est devenu le chef de l'opposition au gouvernement d'Isabelle et de Roger Mortimer. Lorsque Mortimer demande une explication à Londres pour son adhésion à la cause de Lancastre, Chigwell lui envoie une lettre énumérant les griefs du magnat à son encontre. Il accueille le 19 décembre à la cathédrale Saint-Paul de Londres les soutiens de Lancastre, dont Edmond de Woodstock, 1er comte de Kent, et Thomas de Brotherton, 1er comte de Norfolk. Le conflit armé entre Lancastre et Mortimer devenant  inévitable, la ville de Londres promet à Lancastre de le soutenir avec une troupe de 600 hommes. Au même moment, Chigwell est impliqué dans un conflit entre la ville et l'abbaye de Bury St Edmunds. Les Londoniens capturent alors l'abbé de Bury St Edmunds et pillent les possessions de l'abbaye.
À la suite de l'échec de la révolte de Lancastre, un tribunal est convoqué par Mortimer pour juger les partisans du comte dans la ville de Londres. Chigwell est accusé de trahison, reconnu coupable le 13 février 1329 et amené à la Tour de Londres. Seule l'intercession du clergé en sa faveur le sauve de l'exécution. Les mois suivants, il demeure sous la garde de l'évêque de Londres Stephen Gravesend. Ce n'est que le 27 janvier 1330 qu'il est autorisé à retourner librement à Londres. Les échevins, qui continuent à rejeter les décisions de Mortimer, l'accueillent publiquement et l'escortent jusqu'à son domicile. Cependant, Chigwell n'est plus jamais intervenu dans la politique londonienne jusqu'à sa mort, survenue peu après le 16 juin 1332. Dans son testament, consulté le 22 février 1333, il fait plusieurs dons à la cathédrale Saint-Paul, où il est inhumé à son décès. Sa femme lui a survécu, mais apparemment il ne semble pas avoir eu d'enfants.